# Los Fastidios
Los Fastidios es una banda italiana de Oi!, que también mezcla este género con el punk y el ska. Fue fundada en Verona en 1991, sin embargo, solo uno de los componentes es de allí. Las canciones de Los Fastidios tratan sobre situaciones de la vida común, así como promueven la igualdad, el socialismo, la lucha contra la discriminación, el antifascismo y los derechos de los animales. La banda se siente identificada con el movimiento SHARP y RASH, y son defensores del movimiento vegano.
Sus letras están principalmente en italiano, pero también en inglés, español y francés.
Han hecho giras en Italia, Alemania, Francia, Hungría, Noruega, Suiza, Austria, República Checa, Polonia, Canadá, etc..

## Componentes
En el año 2021, los miembros son:
- Enrico (voz)
- Filippo "Bibol" (guitarra y coros)
- Ciacio (bajo y coros)
- Nicolo "Bacchetta" (batería)
- Elisa Dixan (voz)

## Discografía
- Birra, oi! e divertimento (Skooter Rekords, 1994)
- Banana e scarponi (Skooter Rekords, 1995)
- Hasta la baldoria (Skooter Rekords, 1996)
- Oi! Gio (Skooter Rekords, 1997)
- Contiamo su di voi! (KOB Records, 1998)
- Radio boots (KOB Records, 2000)
- Fetter Skinhead (KOB Records, 2000)
- 1991 - 2001 Ten years tattooed on my heart (KOB Records, 2001)
- Guardo Avanti (KOB Records, 2001)
- Ora Basta (KOB Records, 2003)
- La verdadera fuerza de la calle (Amp Records Buenos Aires, 2003)
- Prawdziwa sila ulicy (Jimmy Jazz Records Poland, 2003)
- Siempre Contra (KOB Records, 2004)
- Sopra e Sotto il palco (live '04) (KOB Records, 2005)
- On The Road....Siempre Tour! (Dvd) (KOB Records, 2005)
- Rebels 'N' Revels (KOB Records, 2006)
- All´ Arrembaggio (Mad Butcher Records, 2009)
- Let's do it (KOB Records, 2014)
- So rude, so lovely (2015)
- The sound of the revolution (2017)
- Joy Joy Joy (2019)
- From Lockdown to the World (2020)
- XXX the Number of the Beat (2021)